# Моріс Ґелбрайт Калін
Моріс Ґелбрайт Калін (англ. Maurice Galbraith Cullen; *6 червня 1866 — 28 березня 1934) — канадський художник-пейзажист, що писав у манері імпресіонізму.

## Життя і творчість
Моріс Калін народився на острові Ньюфаундленд у місті Сент-Джонс. 1870 року Калін разом зі своєю родиною переїхав до Монреалю, де й почав свою художню освіту в художній школі при Художньо-промисловій раді Монреаля у скульптора Луї-Філіппа Еберу.
Як і багато інших художників свого покоління, він вирушив до Парижу для продовження художньої освіти. Після приїзду в Париж 1889 року став вчитися в Школі красних мистецтв, де його вчителями стали, як і у Пола Пила, французькі художники академічного напрямку Жан-Леон Жером і Жуль-Елі Делоне. Але коли Каллен повернувся в Монреаль, він вже сповідував принципи французького імпресіонізму.
Працюючи в жанрі пейзажу, він з часом став істинним літописцем Монреаля. Особливо вдавалися йому сутінкові або нічні сцени з незмінно мерехтливими вогнями. Також чудово виходили у Каллена і зимові пейзажі — він один з великих художників засніженої Канади. Як і його колега і друг Джеймс Вілсон Морріс, Моріс Калін з часом стає однією з головних фігур у канадському мистецтві.
Його обдарування було романтичним — йому вдавалося «схопити» світло і настрій. На деякі з його робіт вплинув Вільям Блейр Брюс, у якого Калін часто бував у 1892-94 роках у Грьоз. Каллін, своєю чергою, вплинув на багатьох зі своїх учнів, коли протягом багатьох років викладав у Художньому товаристві Монреаля, особливо великий вплив він мав на Сюзор-Коте, майстерня якого знаходилася в тій же будівлі, що і студія Моріса Каліна.

## Картини художника

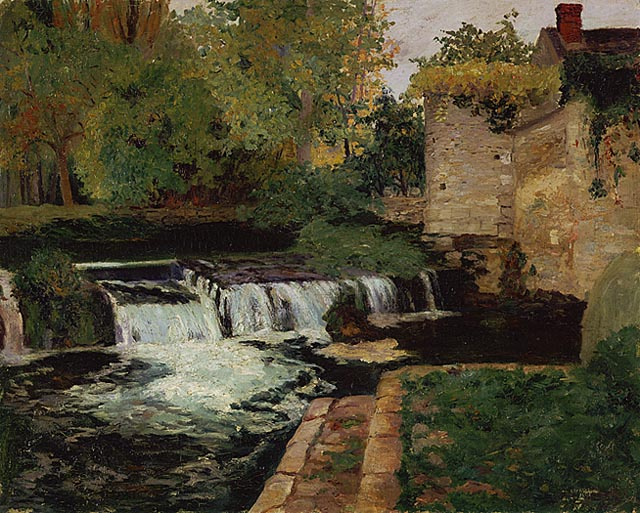
«Річковий потік біля млина», 1895, Національна галерея Канади
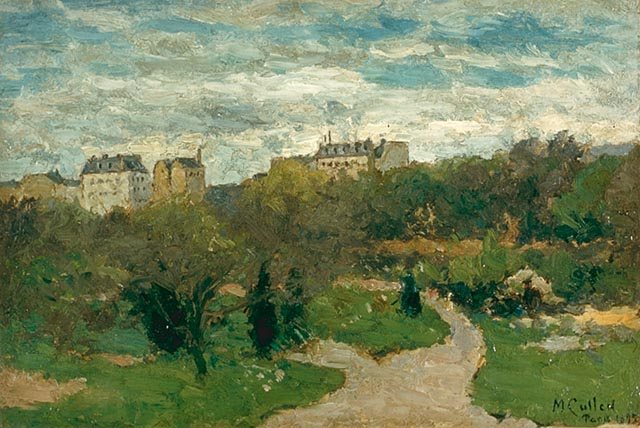
«Околиці Парижу», 1895, Національна галерея Канади
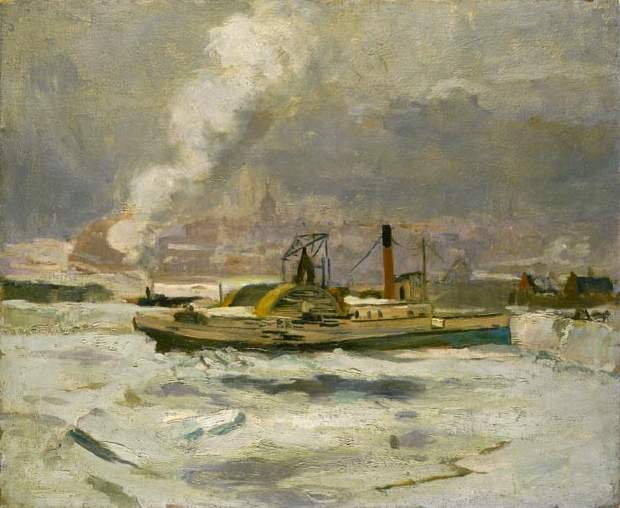
«Старий пором», 1897, Національна галерея Канади
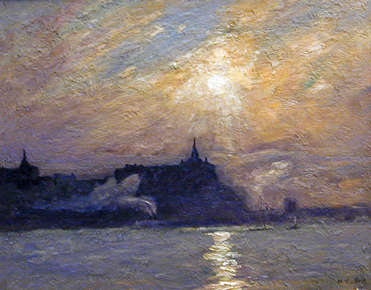
«Захід сонця, Квебек», 1900, Національна галерея Канади
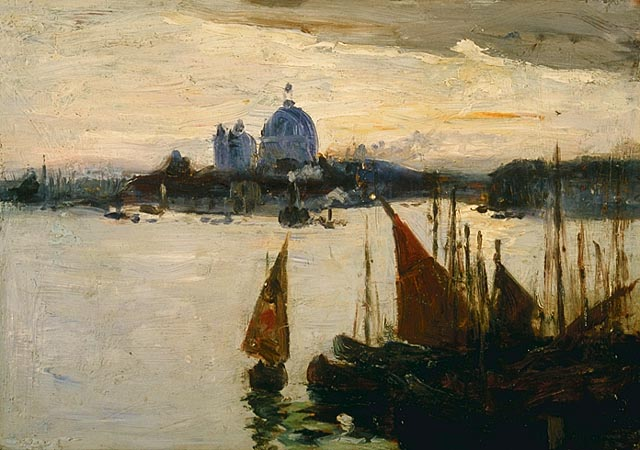
«Венеція», 1901, Національна галерея Канади
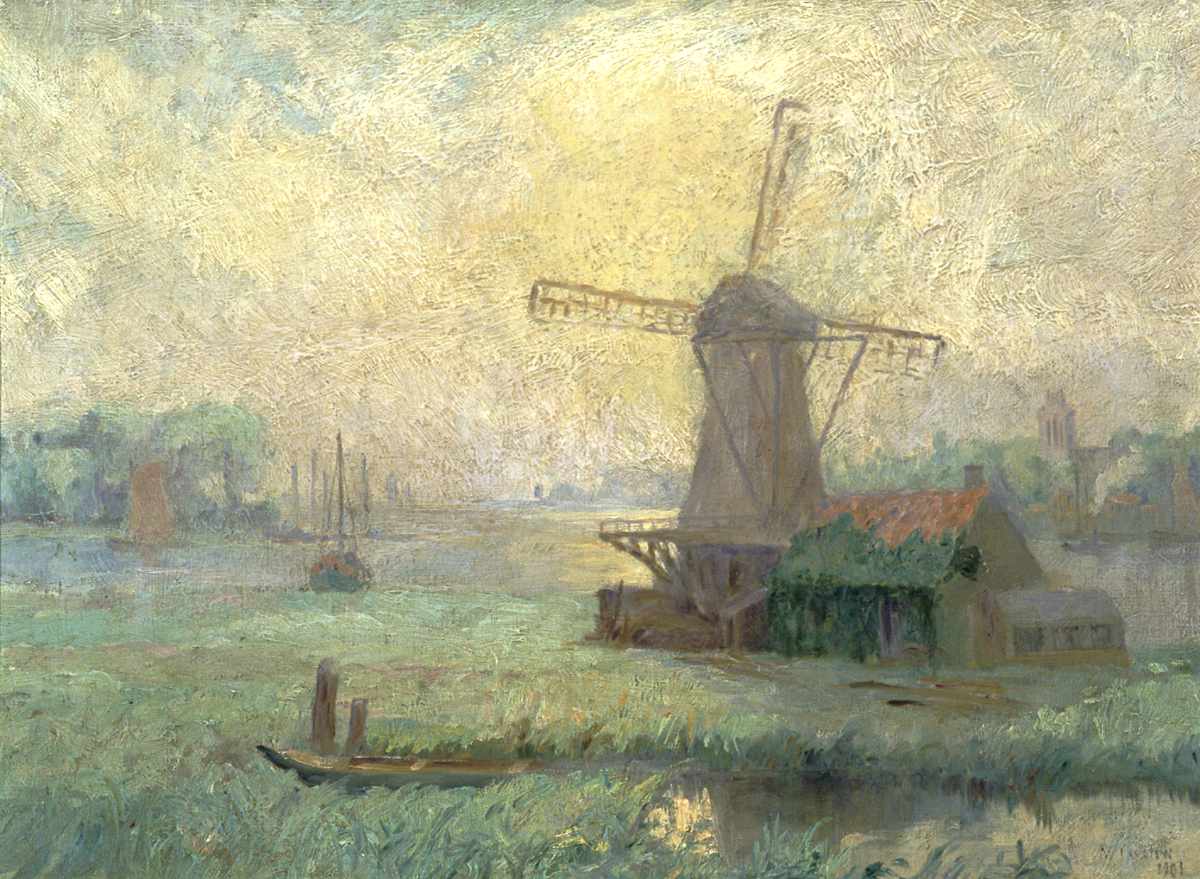
«Без назви (вітряк біля річки)», 1901, Художня галерея Вінніпега
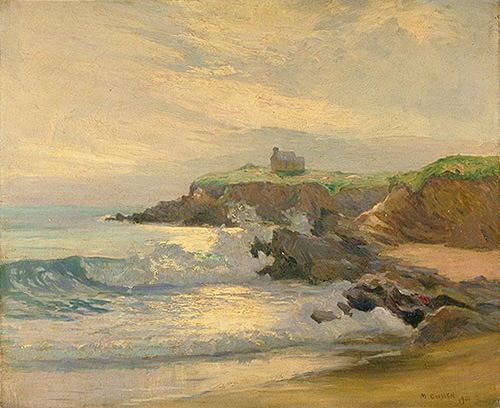
«Морський приплив», 1901, Національний музей образотворчих мистецтв
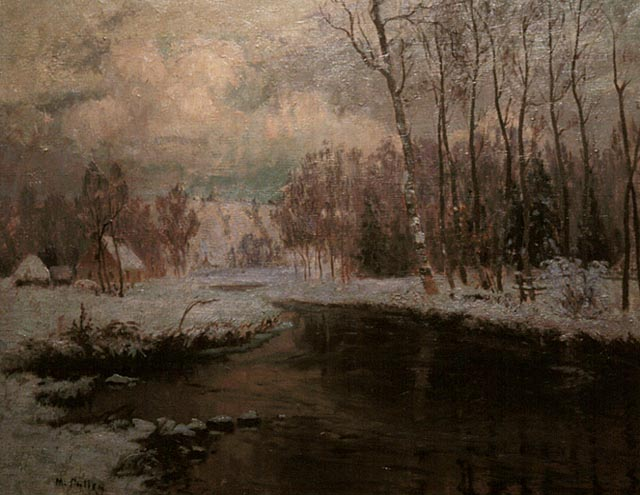
«Перший сніг», 1906, Національна галерея Канади
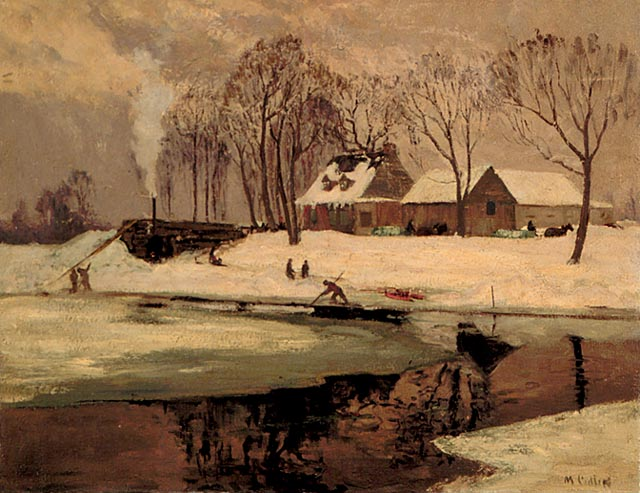
«Ломка льда», 1914, Національна галерея Канади
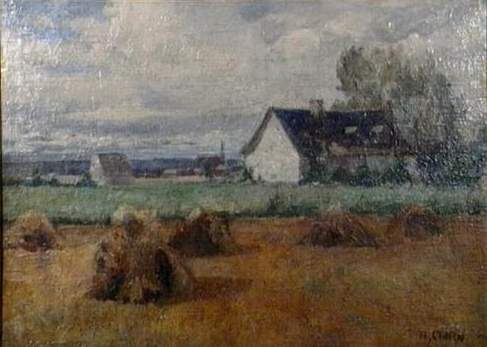
«Пейзаж», Музей цивілізації, Квебек
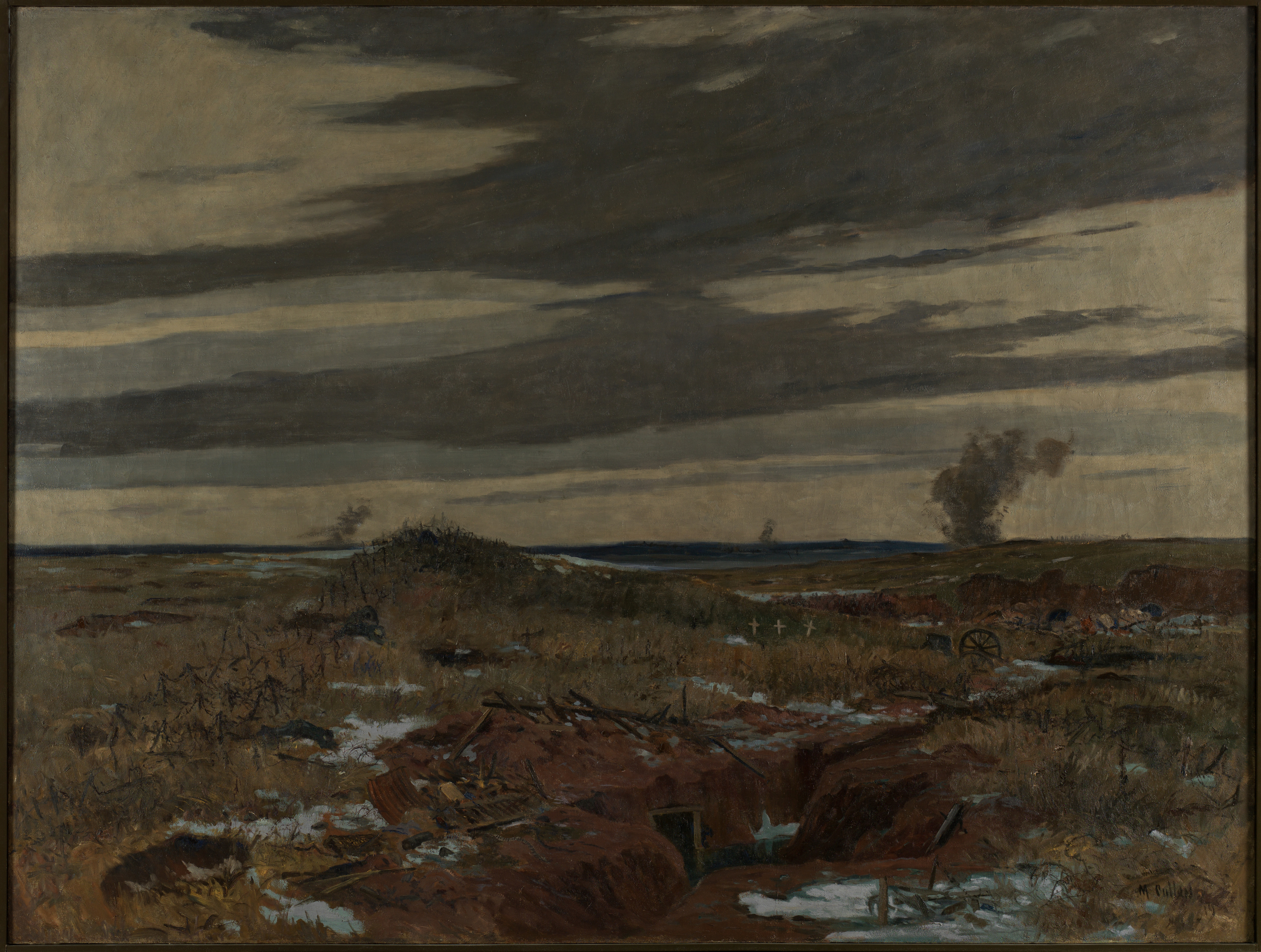
«Безлюдна земля», 1920, Канадський музей війни
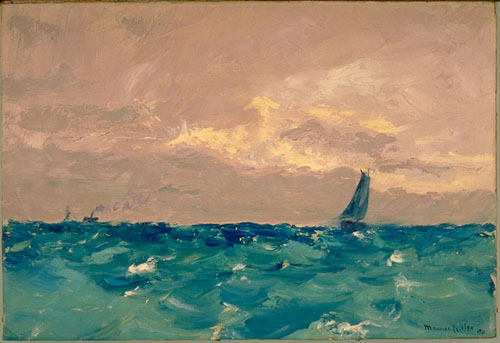
«Море», 1890, Монреальський музей красних мистецтв
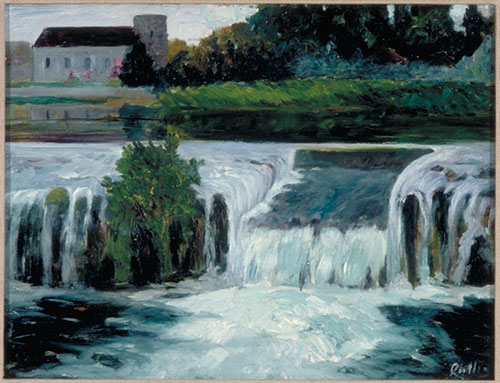
«Пейзаж», 1890, Монреальський музей красних мистецтв
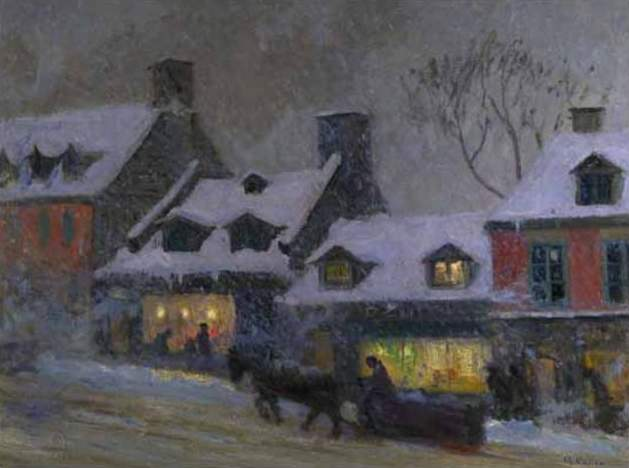
«Магазин птахів (вулиця Сент-Лоуренс)», 1920
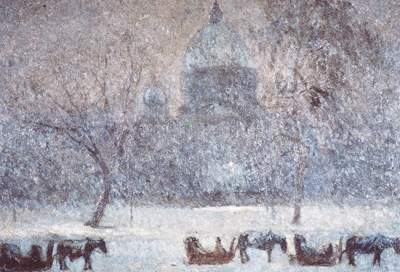
«Собор Сент-Джеймс, площадь Домініон, Монреаль», 1909–1912, Галерея Бівербрук